# Ireverzibilni antagonist
Ireverzibilni antagonist je tip antagonista koji se permanentno vezuje za receptor, bilo putem formiranja kovalentne veze na aktivnom mestu, ili alternativno putem vezivanja sa veoma velim afinitetom, tako da je brzina disocijacije efektivno nula tokom relevantnog vremenskog intervala. Permanentnoj deaktivaciji receptora obično sledi brza internalizacija i reciklacija nefunkcionalnog receptora. Ireverzibilni enzimski inhibitori deluju na sličan način. Primeri lekova iz ove grupe su aspirin, omeprazol i inhibitori monoaminske oksidaze.

## Primeri
- Naloksazon
- Fenoksibenzamin